# عبدالکریم فردان
عبدالکریم فردان (انگلیسی: Abdulkarim Fardan؛ زادهٔ ۲۵ آوریل ۱۹۹۲) بازیکن فوتبال اهل بحرین است.
از باشگاه‌هایی که در آن بازی کرده‌است می‌توان به باشگاه ورزشی مالکیه و باشگاه ورزشی الرفاع اشاره کرد.
وی همچنین در تیم ملی فوتبال بحرین بازی کرده‌است.